# Histoire militaire des femmes
Pour les articles homonymes, voir Histoire militaire des femmes (livre).

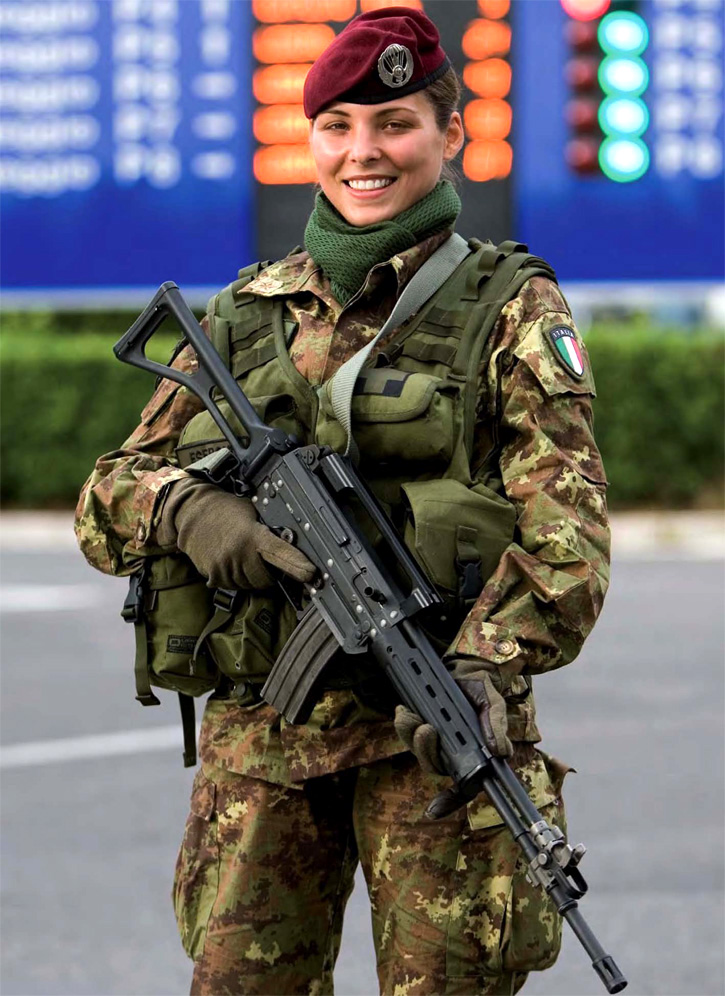
Parachutiste italienne assurant un service d'ordre pendant les Jeux olympiques de Turin en 2006.

L’histoire militaire des femmes retrace le rôle actif pris par les femmes dans l'histoire militaire en tant que combattantes, qu'auxiliaires des forces armées ou qu'ouvrières dans les usines d'armement et de matériel militaire, qu'espionnes, agents de renseignement, résistantes ou combattantes dans des mouvements de guerilla.

## Antiquité
Si le statut de la femme est à peu près similaire d'un bout à l'autre du monde antique européen, moyen-oriental ou égyptien - cantonnant celle-ci dans les rôles d'épouse, de mère ou d'économe du foyer -, certaines grandes figures guerrières féminines ressortent cependant sur cette toile de fond. Pictes, Celtes, Sarmates ou Scythes entre autres comptèrent ainsi de valeureuses guerrières parmi les rangs de leurs armées.
Les femmes spartiates recevaient un entrainement militaire comme les hommes.
Eurypyle était une reine des Amazones nubiennes ayant mené des expéditions de guerrières contre Ninive et Babylone vers 1760 av. J.-C.
Fu Hao était une des femmes du roi Wu Ding de la dynastie Shang, devint grande prêtresse et générale en chef des armées et vécut vers 1250-1200.
Tin Hinan fut une reine berbère qui vécut au IVe siècle.
Boadicée (ou Boadicéa, Boudicca, Boudica, 30 apr. J.-C. - 61) était une reine du peuple britonnique des Iceni présent dans la région qui est aujourd’hui le Norfolk au nord-est de la province romaine de Bretagne, au Ier siècle apr. J.-C. Elle était l'épouse de Prasutagos.

La reine grecque Artémise Ire, qui participa à la seconde guerre médique
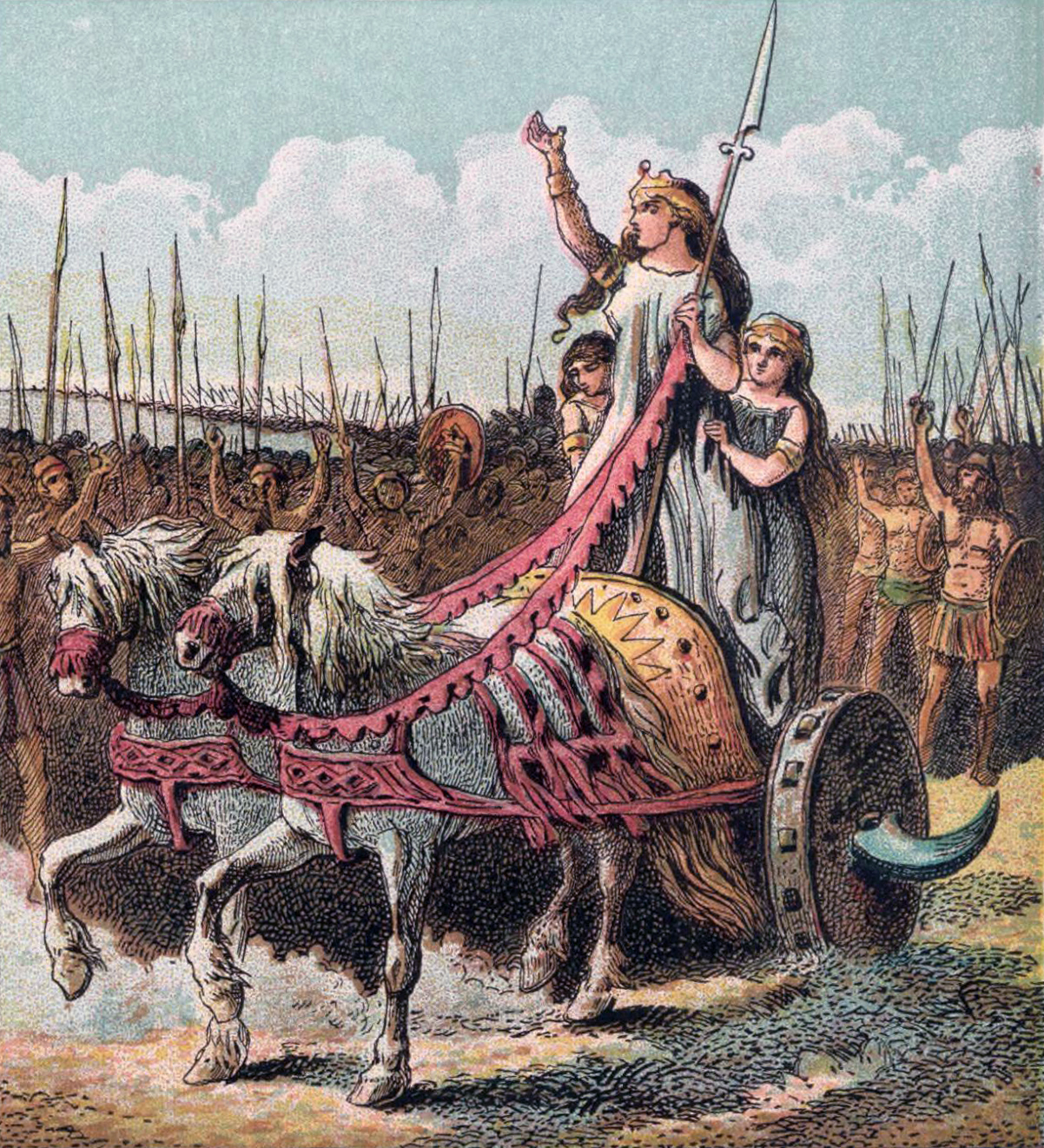
La reine Boadicée haranguant ses troupes.
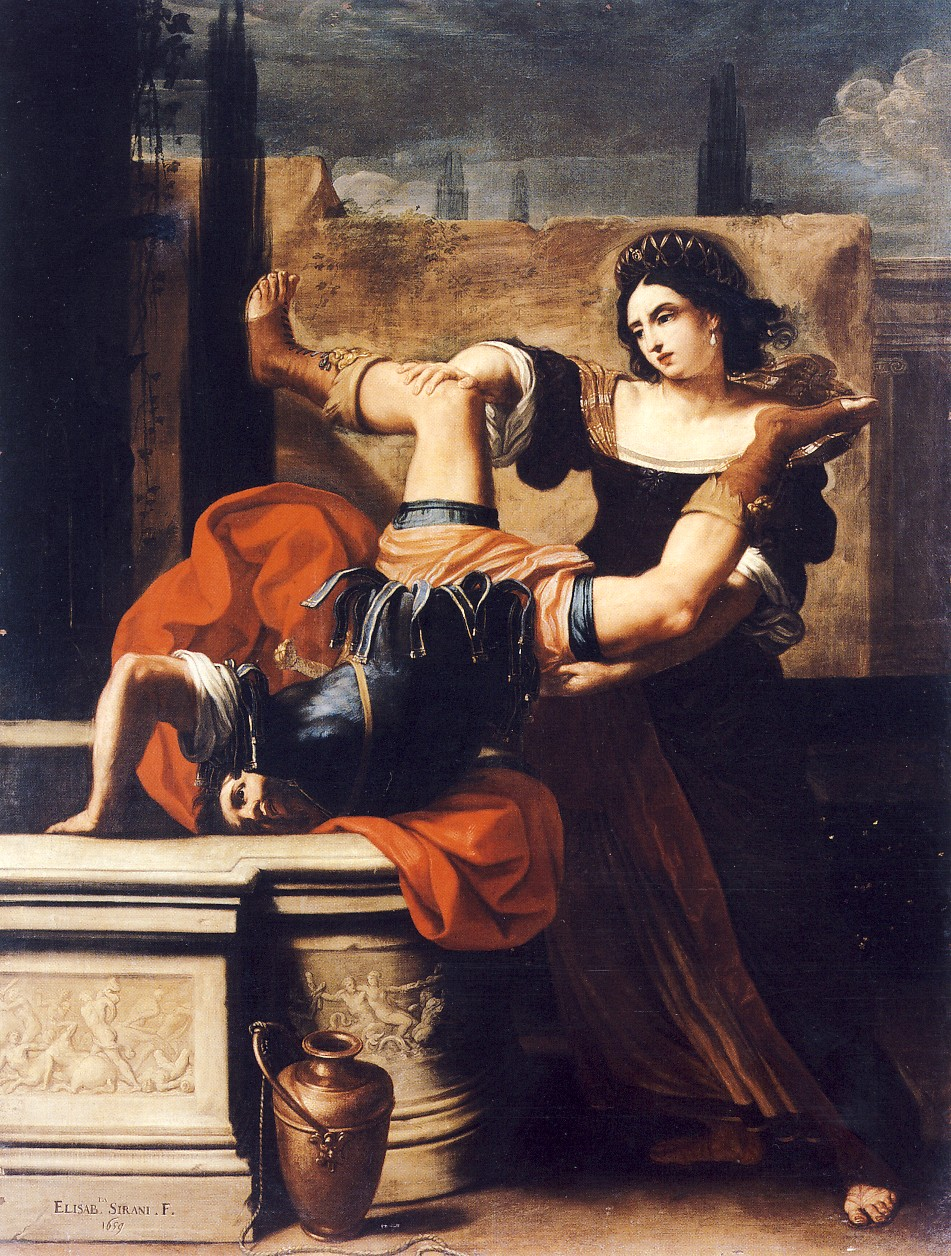
Timoclée jetant le capitaine Thrace dans un puits par Elisabetta Sirani.
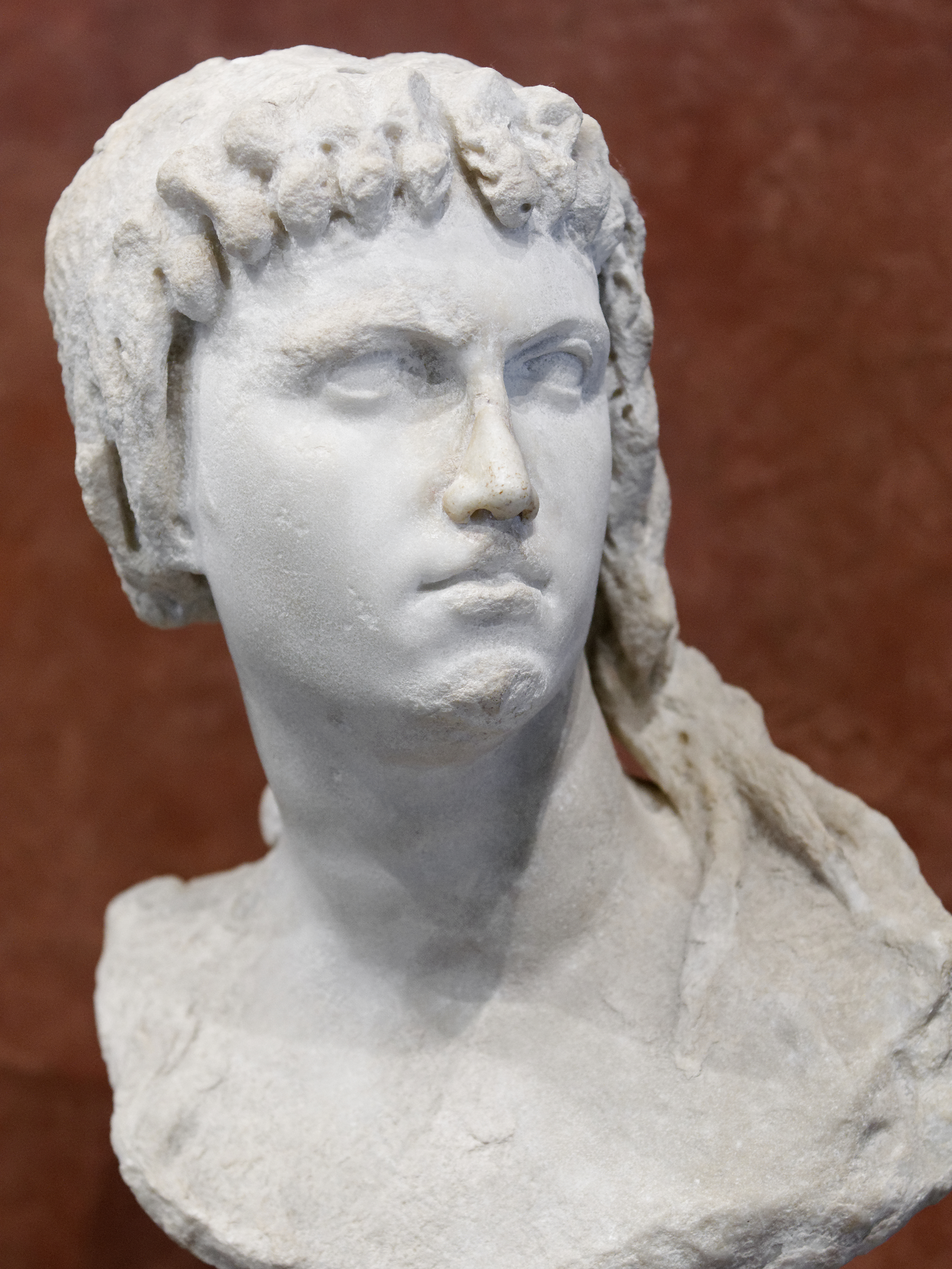
Cléopâtre II.
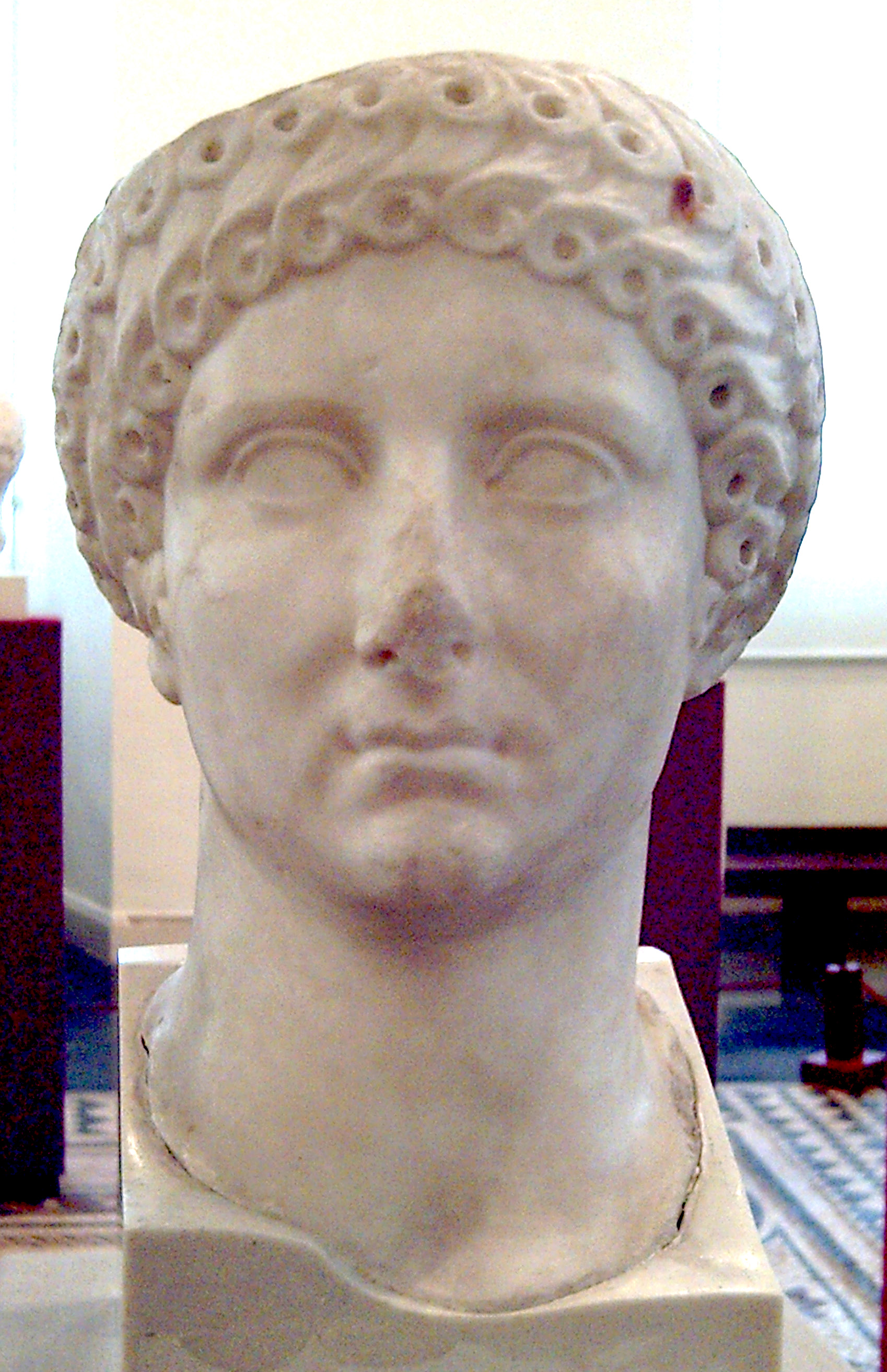
Agrippine l'Aînée.

## Moyen Âge
Dihya est une reine guerrière berbère qui combattit les Omeyyades lors de la conquête musulmane du Maghreb au VIIe siècle.
L'historien byzantin Jean Skylitzès indique que des femmes ont combattu dans les troupes de Sviatoslav Ier lors de la campagne militaire de Bulgarie en 971.

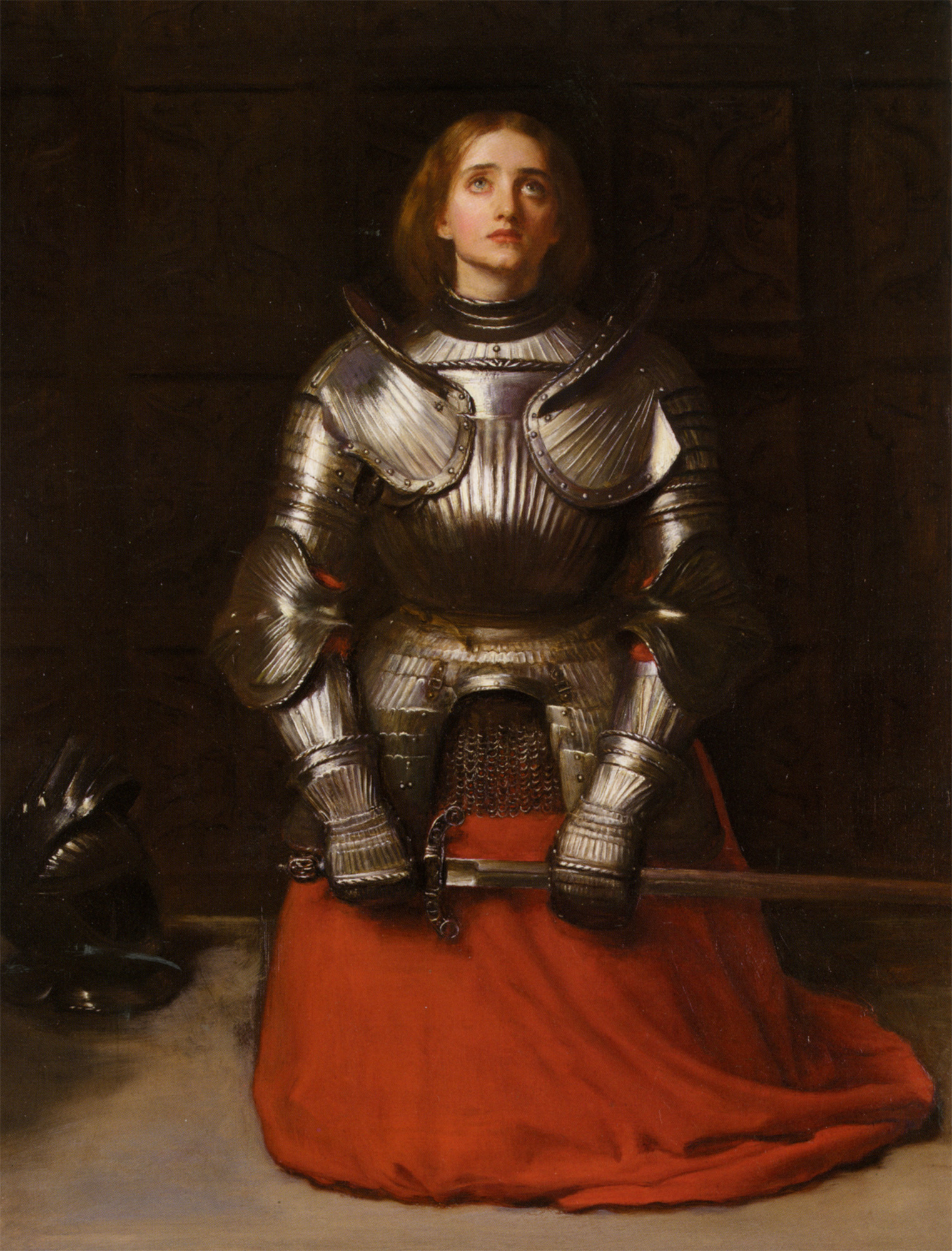
Jeanne d'Arc par le peintre John Everett Millais.
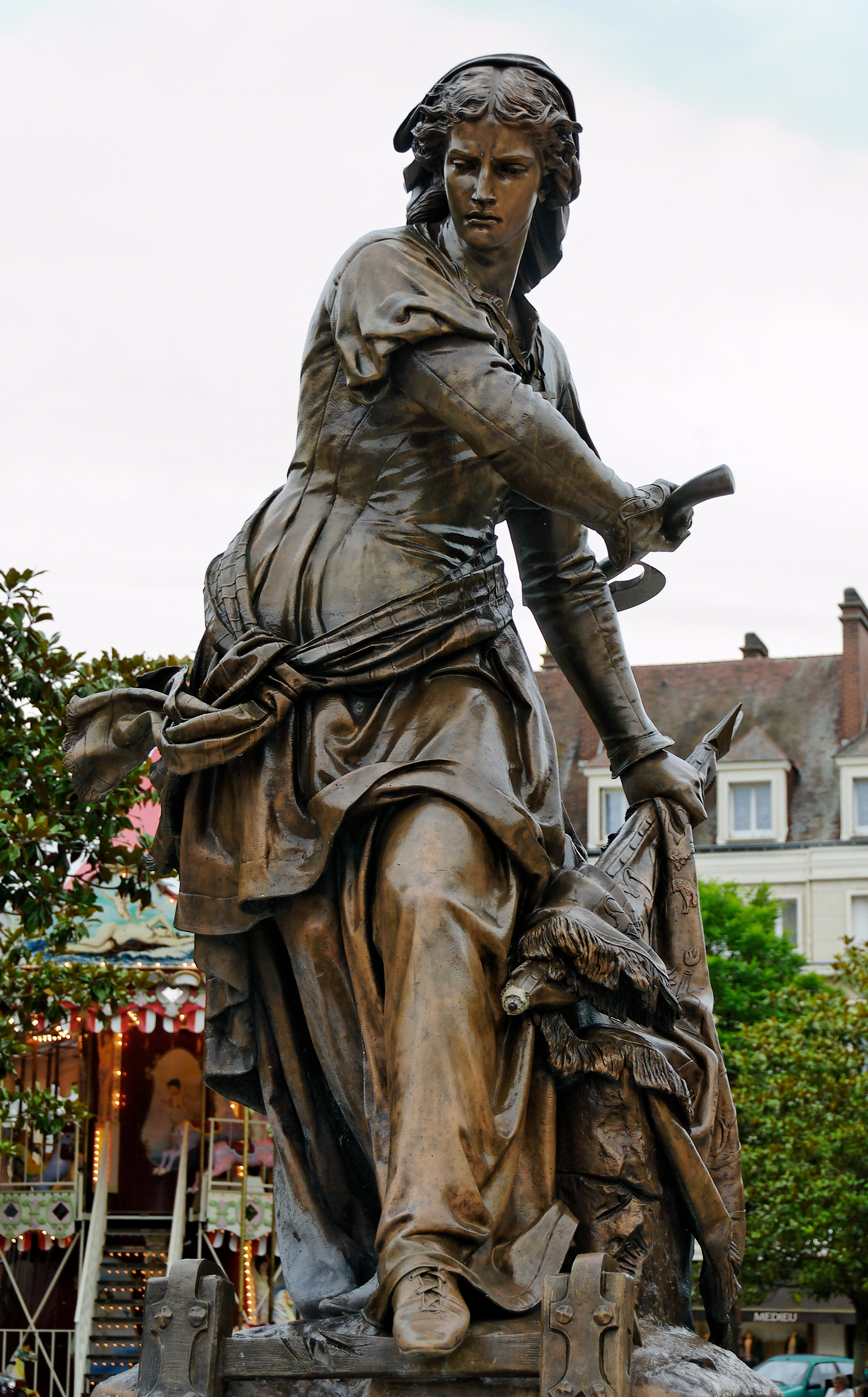
Jeanne Hachette par le sculpteur Vital Gabriel Dubray.

## Europe duXVIeauXIXesiècle

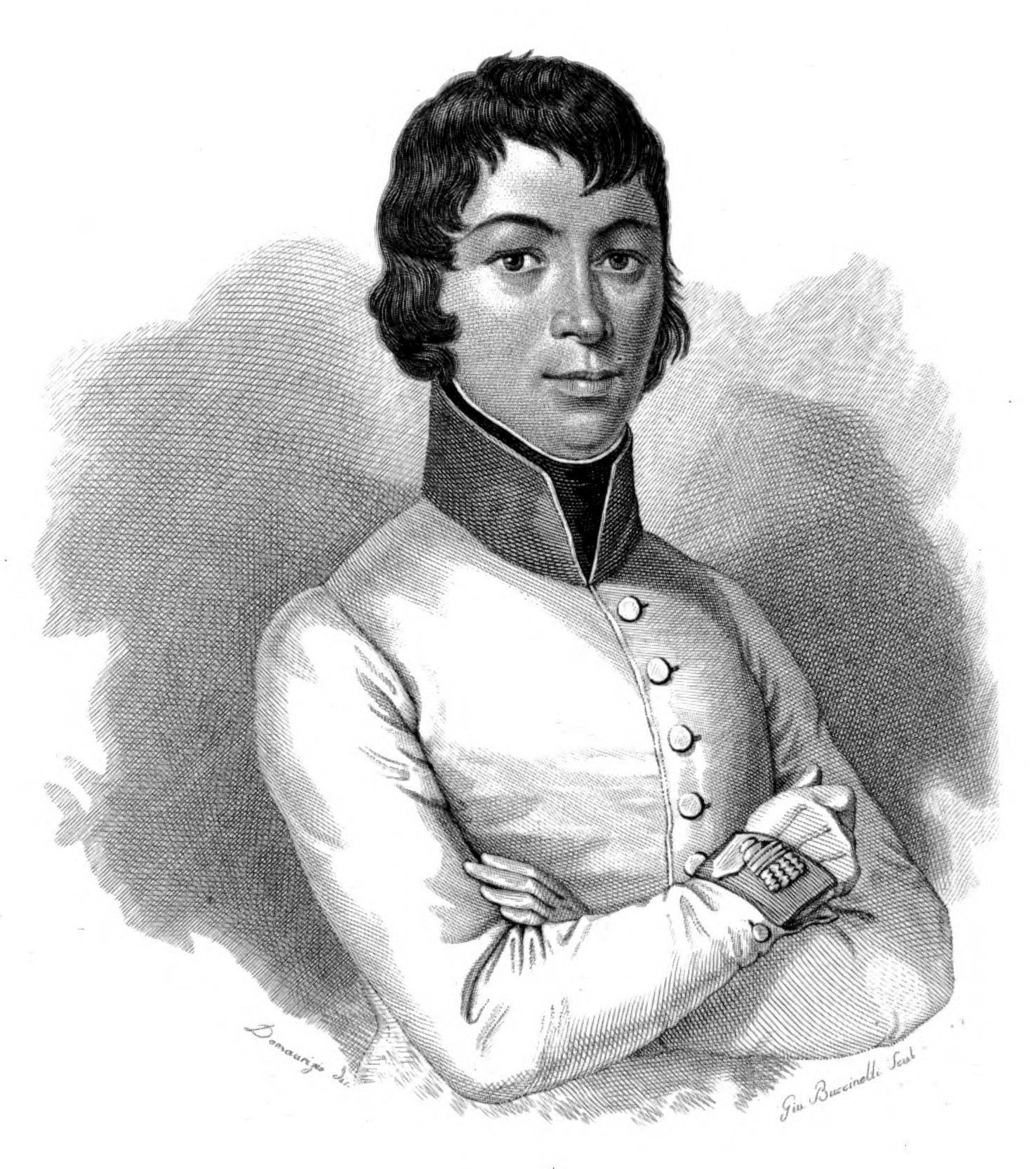
Francesca Scanagatta, femme officier du Saint-Empire romain germanique au XVIIIe et XIXe siècle.
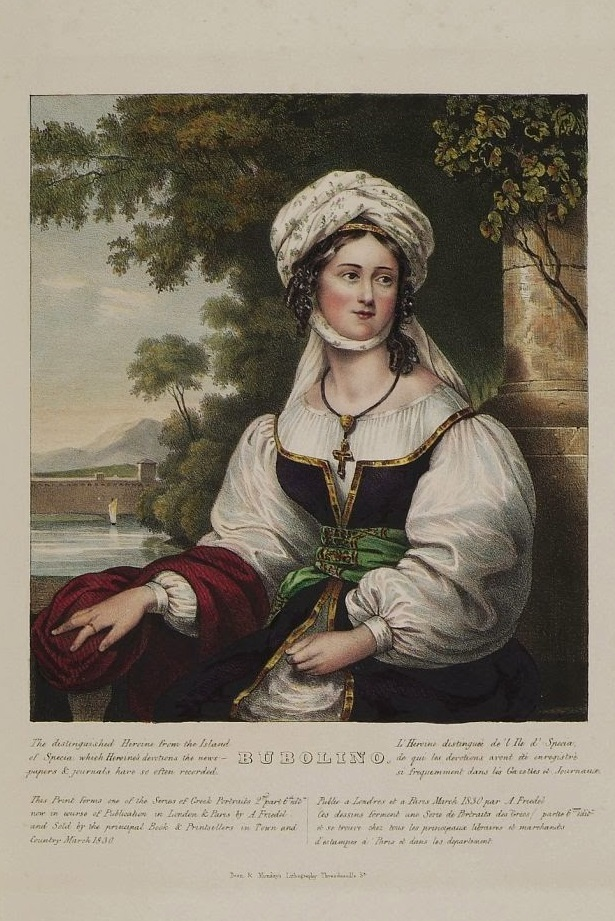
Laskarína Bouboulína, combattante de la guerre d'indépendance grecque.

Cyprien Robert écrit en 1844 à propos des femmes des Mirdites (habitants du nord de l'Albanie) : « Étrangères aux plaisirs qui amollissent, les femmes des Mirdites savent au besoin combattre et braver la mort ; dès l'âge de seize ans, elles marchent avec des pistolets à leurs ceintures, escortées de dogues terribles, descendants des antiques et fidèles molosses de l'Épire ».
Victor Tissot écrit en 1883 à propos des femmes hongroises : « Dans toutes les périodes troublées de l'histoire de leur pays, les femmes hongroises montrèrent un caractère viril, une âme forte et pleine de résolution… Lorsqu'en 1848 retentit des Carpathes à la mer le cri de : « La patrie est en danger ! » les mères hongroises armèrent elles-mêmes leurs fils. Et les femmes suivirent leur mari, les sœurs leurs frères, les fiancées leur fiancé. Plus d'une femme combattit sous l'uniforme de hussard ou de honved. Une riche jeune fille, du nom de Szentpaly, fit des prodiges de bravoure au siège de Komorn. Une autre jeune fille, qui servait en qualité de simple soldat, parvint au grade de brigadier sans que ses camarades se fussent jamais doutés de la différence de son sexe ».

## Guerres mondiales

### Première Guerre mondiale
Magnus Hirschfeld, médecin allemand proche de la psychanalyse, fait état d’une femme portant des habits militaires : une femme soldat. Il utilise ce cas pour illustrer le travestissement. Helene Deutsch s’initie à la psychanalyse à la fin de la guerre. Psychiatre en Autriche, elle fait l’expertise d’une femme revêtant les habits d’un homme, une légionnaire. Dans les mêmes années, Sigmund Freud, médecin neurologue et créateur de la psychanalyse, s’appuie sur un cas semblable empruntée à la littérature.

### Seconde Guerre mondiale

#### Puissances de l'Axe

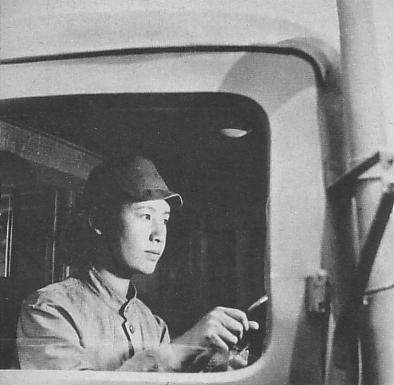
Conductrice japonaise au volant d'un camion pendant la Seconde Guerre mondiale.
Drapeau d'une Reichsfrauenführerin. Le parti nazi puis le Troisième Reich comptait de nombreuses organisations politiques et paramilitaires féminines.
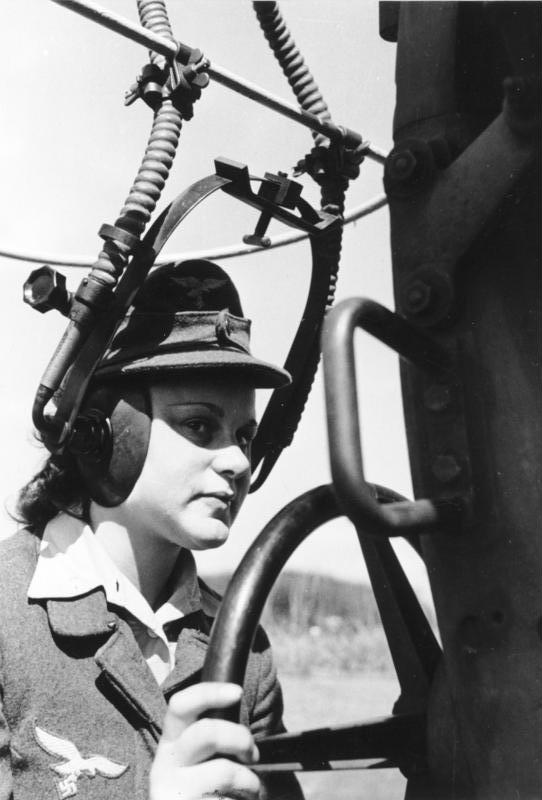
Wehrmachthelferin (auxiliaire féminine de la Wehrmacht) utilisant un aérophone pour seconder la défense antiaérienne allemande (flak).
Prisonnières de guerre allemandes à Ratisbonne, après la capitulation du troisième Reich.

#### Puissances alliées
Les « Rochambelles » est le nom donné aux conductrices ambulancières de l'unité Rochambeau qui faisait partie de la 2e division blindée (2e DB) du général Philippe Leclerc. Leur surnom est un hommage au Comte de Rochambeau, maréchal de France, compagnon de La Fayette.

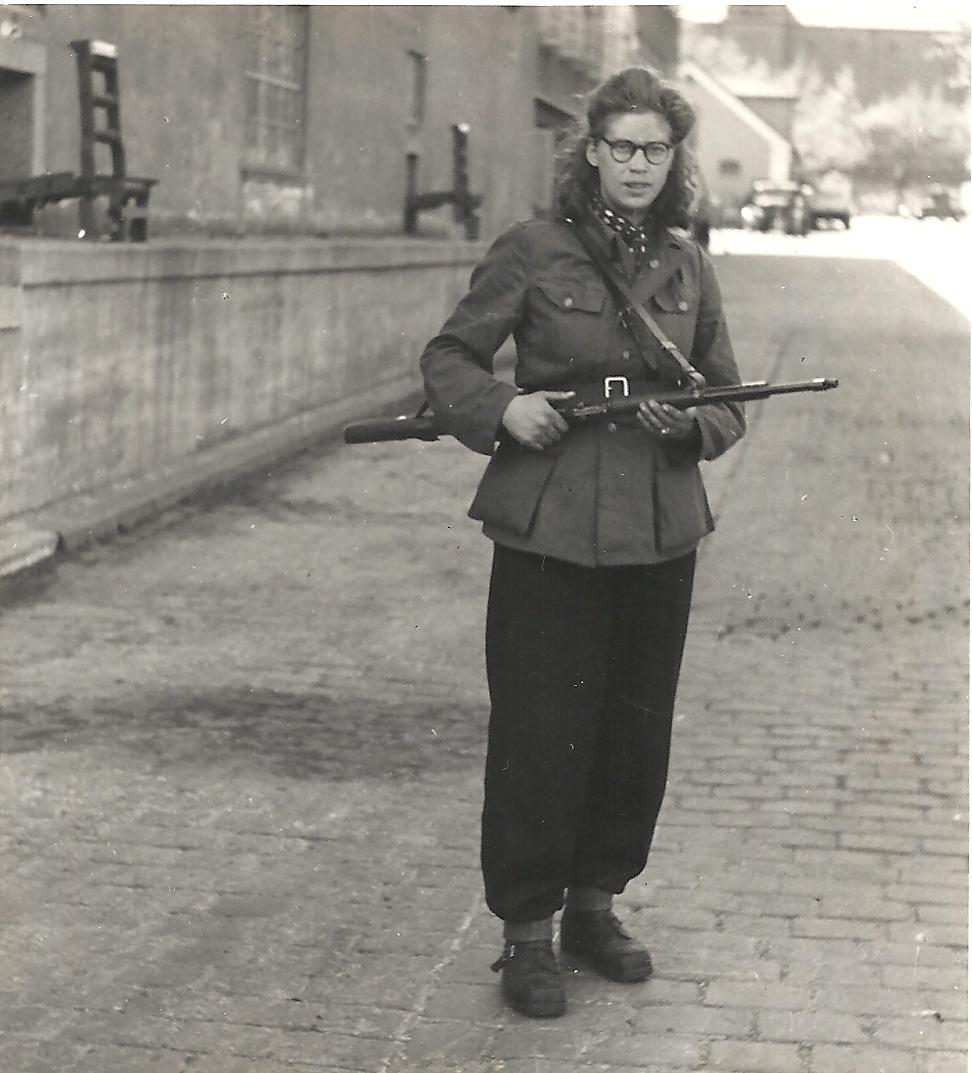
Combattante de la résistance danoise à Copenhague en mai 1945.
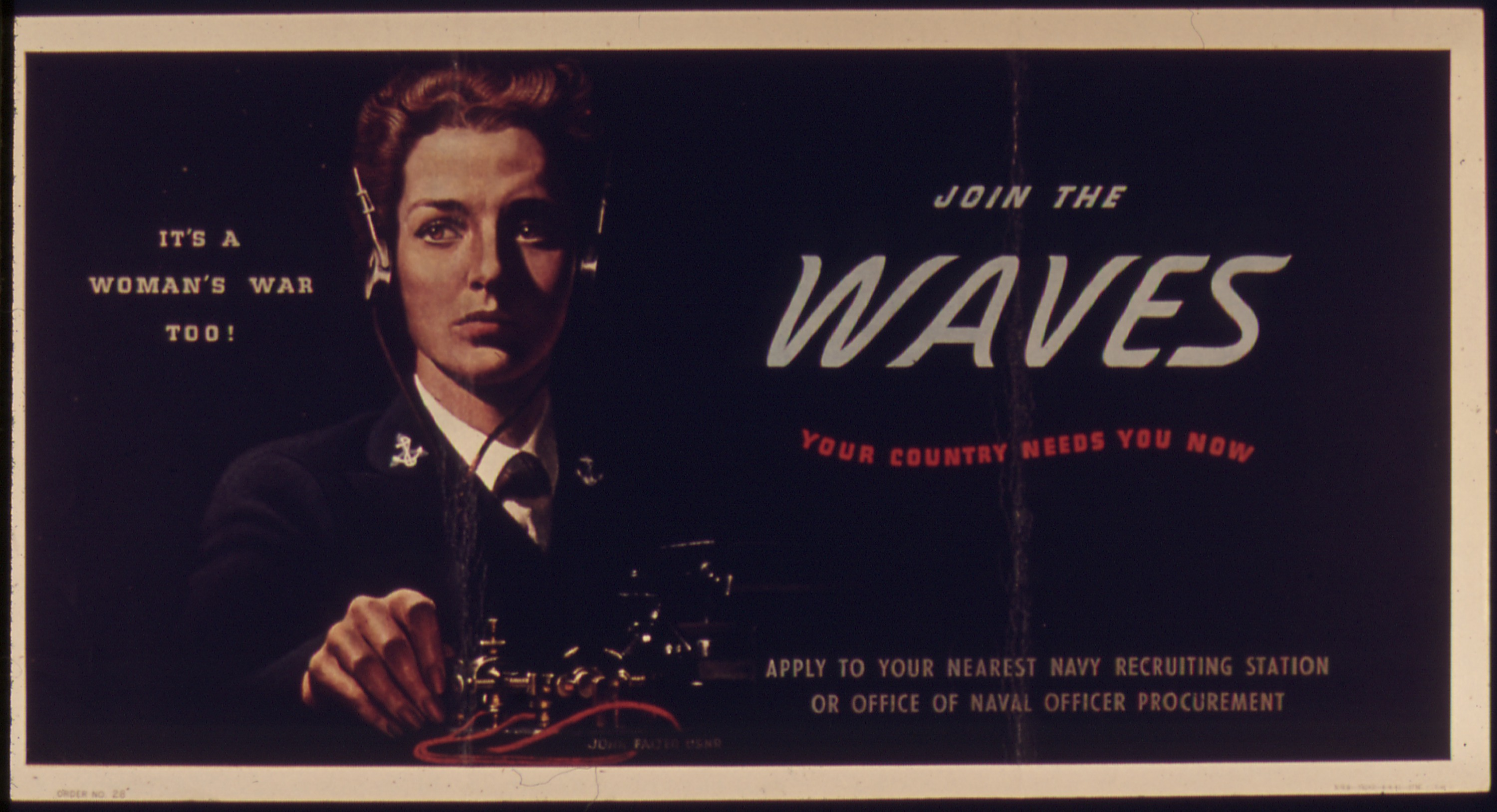
« C'est aussi la guerre des femmes ! », affiche de propagande américaine de la Seconde Guerre mondiale.
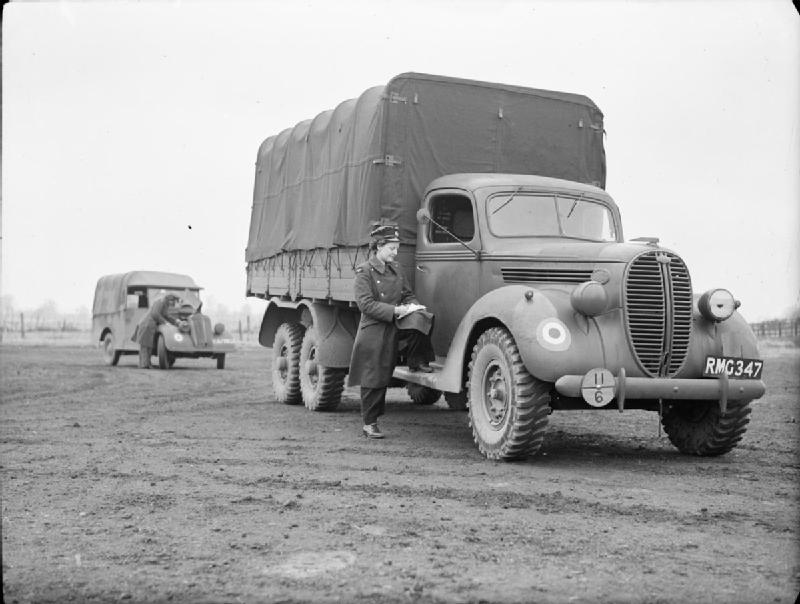
Women's Auxiliary Air Force, force auxiliaire de la Royal Air Force, composée de femmes, au Royaume-Uni pendant la Seconde Guerre mondiale.
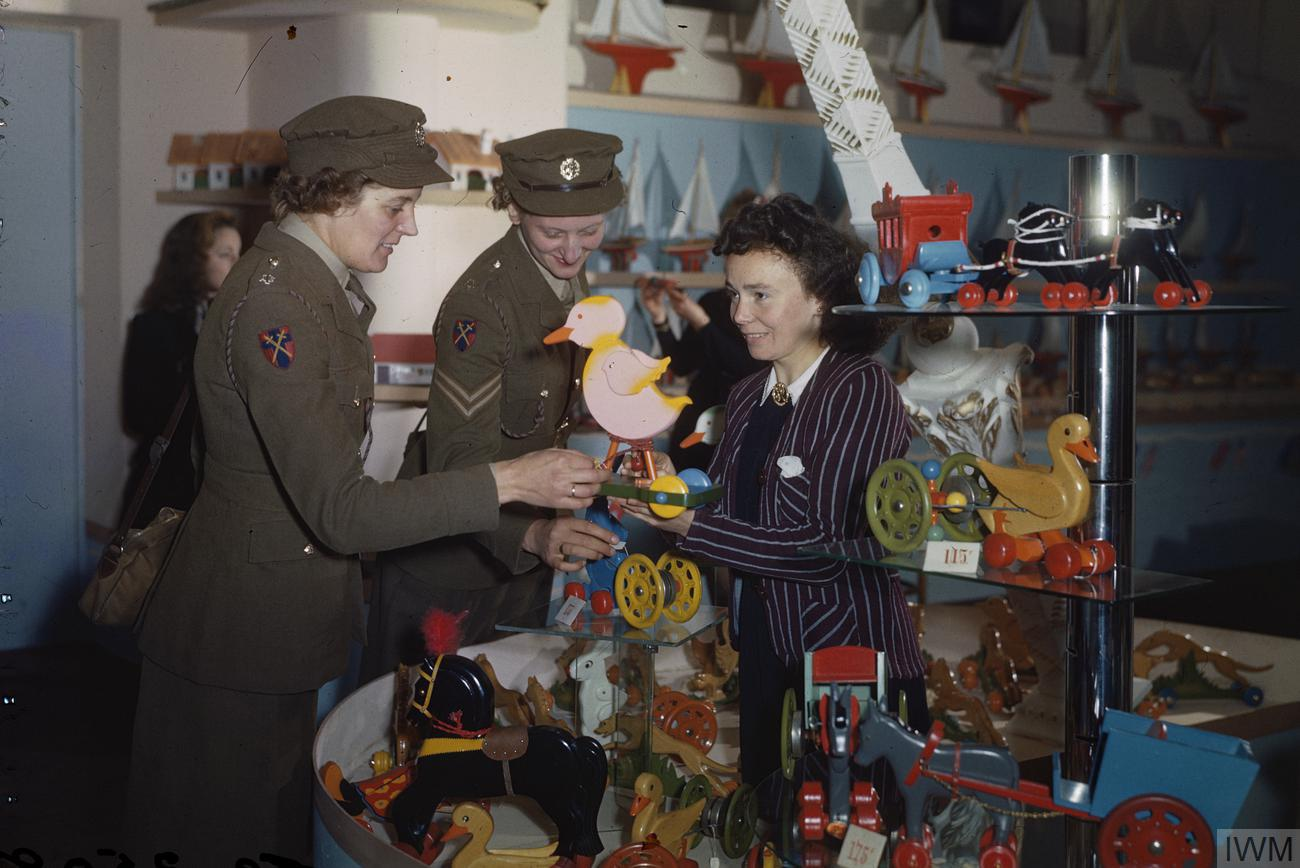
La caporale britannique Iris Stead de Londres et la soldate Alwe Lock de Wimbledon achètent des jouets dans un magasin de Bruxelles pendant la Seconde Guerre mondiale.

## De 1945 à nos jours

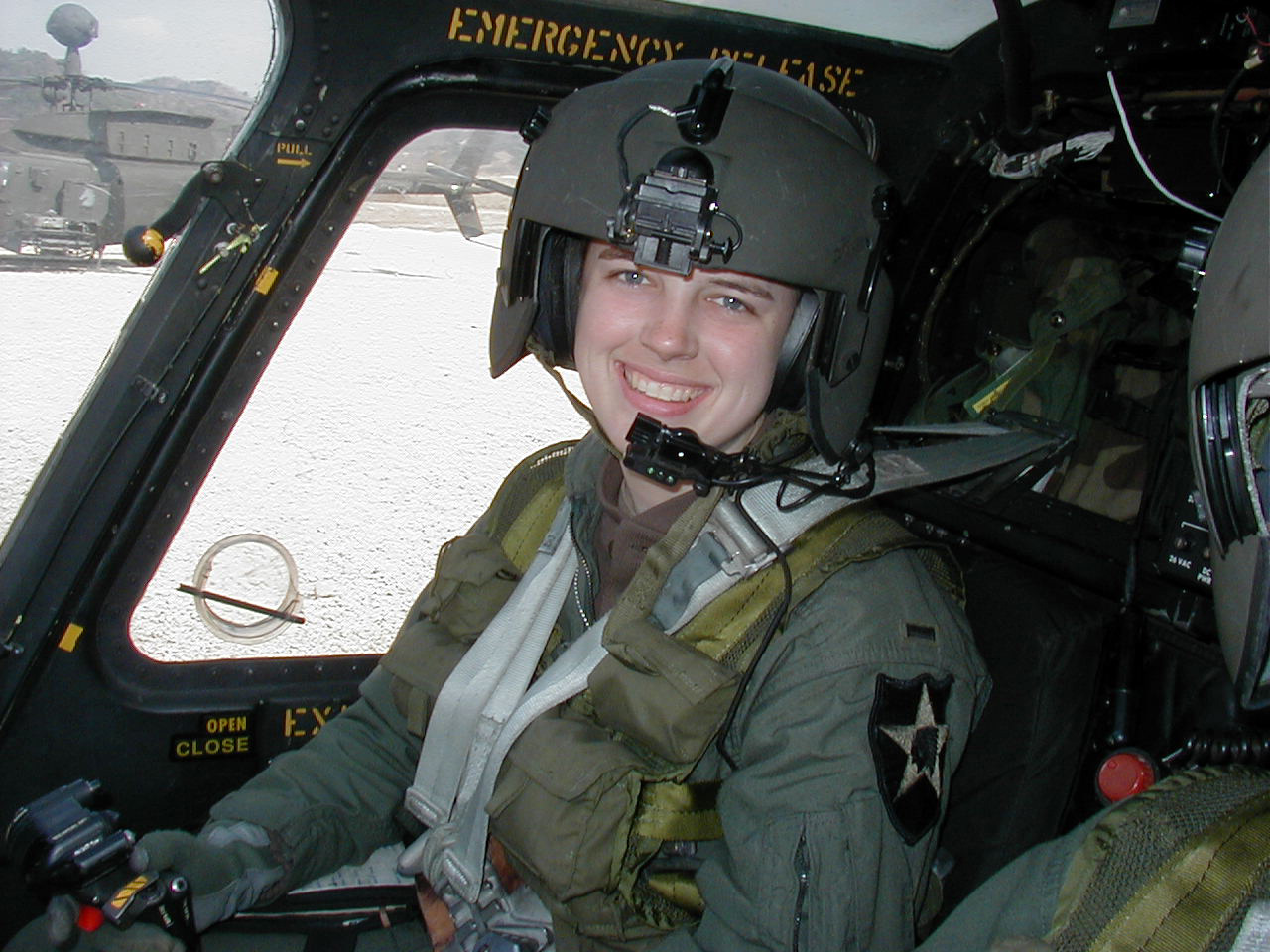
Capt. Kimberly Hampton, la première femme pilote de chasse américaine abattue et tuée au combat (morte en 2004).

## Afrique

### Préhistoire
Eurypyle, une reine des Amazones nubiennes, qui a mené des expéditions de guerrières contre Ninive et Babylone vers 1760 av. J.-C.

### Antiquité
Un peu avant le début de notre ère, en Nubie (actuel Soudan), la reine de Méroé Amanishakhéto lutte contre les armées de l'empereur romain Auguste et fait une incursion en Égypte.

### DuVIIesiècleauXVIesiècle
La Kahena (ou Dihya), reine guerrière berbère zénète des Aurès qui a combattu les Omeyyades lors de la conquête musulmane du Maghreb au VIIe siècle, morte en 701.

### Après leXVIesiècle
Au Dahomey, sous le roi Agadja, le souverain Ghézo (1818-1858) créa des compagnies féminines de cavalerie et d'infanterie qui seront baptisées les « Amazones vierges du Dahomey » et combattront d'abord dans les nombreuses guerres de sécession ayant opposé le Dahomey aux Yoroubas. Par la suite le roi Béhanzin les utilisa contre les troupes coloniales françaises. Au Sénégal, le royaume de Cayor envoyait ses « Linguères » qui étaient des sœurs et cousines des souverains dans ses différentes batailles contre les Maures trarzas. L'Empire zoulou avait auparavant constitué des régiments de jeunes filles combattantes ou chargées de la logistique.

#### Amazones du Dahomey
Les amazones du Dahomey sont un régiment féminin du royaume de Dahomey, jusqu'à la fin du XIXe siècle.

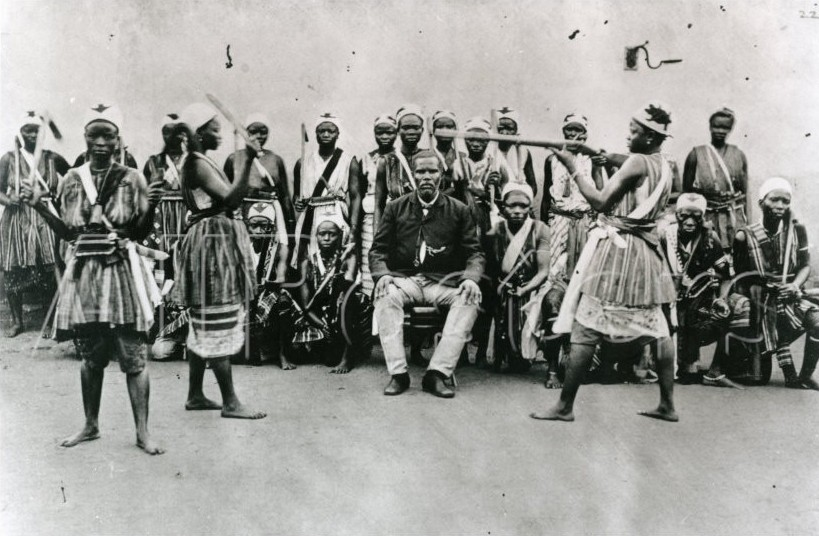
Groupe d'Amazones vers 1890.
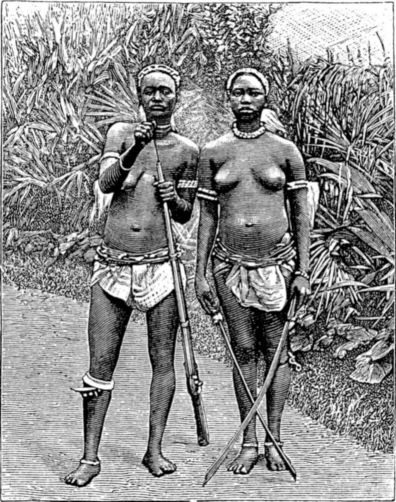
Amazones du Dahomey en 1898.

#### Épouses de tirailleurs
Les épouses de tirailleurs sénégalais et nord-africains, dites « Madame tirailleur », peuvent accompagner leurs maris en cantonnement et en campagne et servent d'auxiliaires militaires de 1873 à 1913.

## Amériques

### Brésil
Maria Quitéria est une militaire brésilienne héroïne de la Guerre d'indépendance du Brésil ; elle s'était initialement engagée dans l'armée en tant qu'homme et a combattu en 1823.

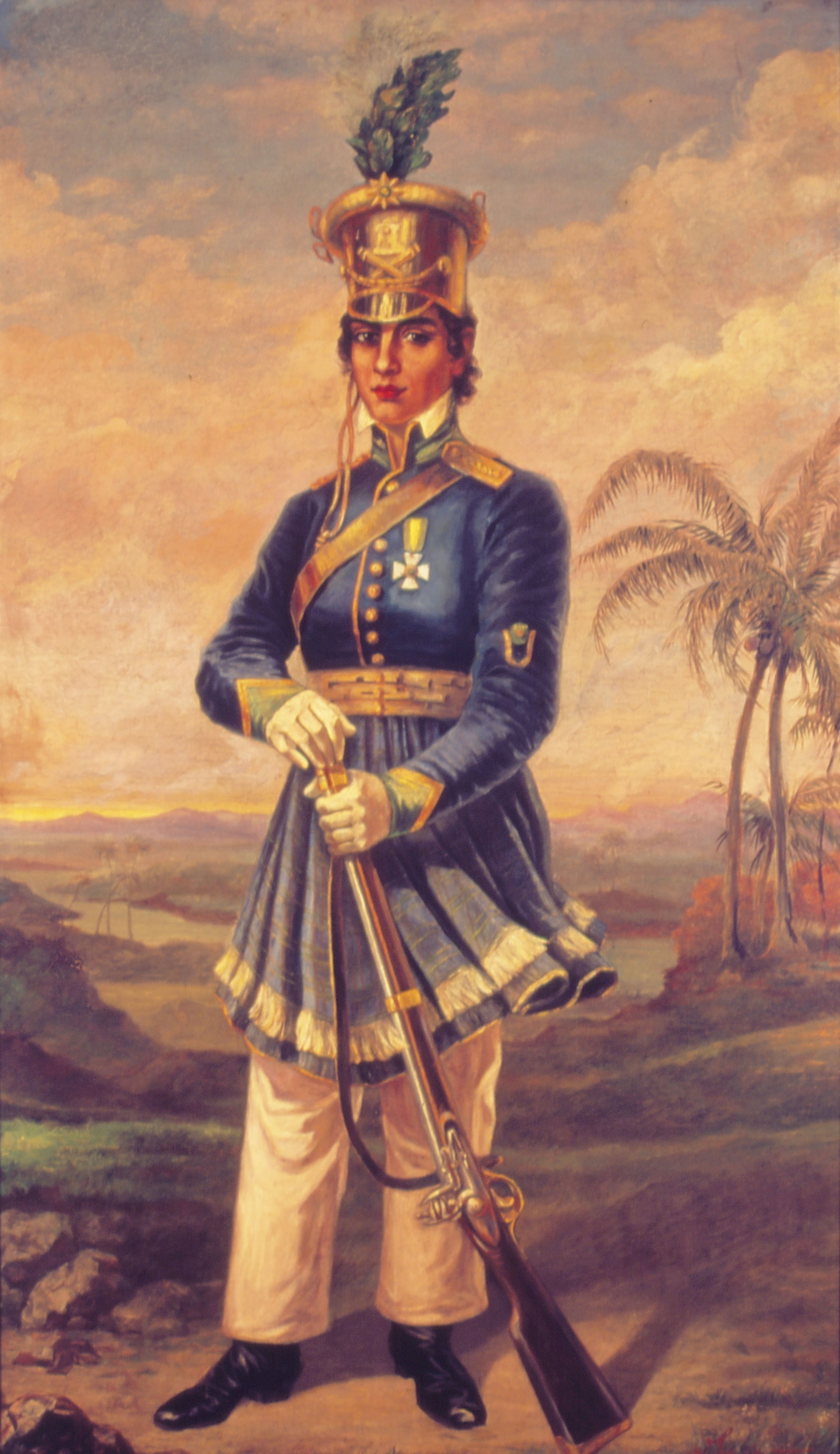
Maria Quitéria, militaire brésilienne pendant la Guerre d'indépendance du Brésil.

### Pérou
Les guérillas péruviennes avaient pour particularité de comporter une forte proportion de femmes. Au Sentier lumineux, 50 % des combattants et 40 % des commandants étaient des femmes.

## Asie

### Groupes armés kurdes
Engagés en Irak, en Syrie et en Turquie, les groupes armés kurdes comptent de nombreuses femmes combattantes dans leurs rangs. En 2014, selon Foreign Policy, près de 40 % des troupes des Unités de protection du peuple (YPG) sont composées de femmes. Le PKK revendique de son côté 15 % de combattantes et selon le Washington Times, la moitié des forces du PJAK seraient constituée de femmes. D'autres combattent également au sein des Peshmerga du Gouvernement régional du Kurdistan, mais leur nombre n'est pas connu.
Selon Rusen Aytac, chargé du département des droits de l'Homme à l'Institut kurde de Paris : « Pour un membre de l'État islamique il est beaucoup plus difficile de combattre les femmes car selon eux se faire tuer par une femme équivaut à 'l'exclusion du Paradis'. Dans leur conception être tué par une femme équivaut à du déshonneur ».

### Liban
Durant la guerre du Liban, Jocelyne Khoueiry aura jusqu'à 1000 combattantes sous ses ordres, dont elle forme une partie.

### Israël
L'état d'Israël a établi la conscription pour les femmes au sein de l'armée israélienne.

### Yézidis
Les femmes volontaires yézidis reçoivent une formation au combat, dans le cadre de la Guerre civile syrienne et de l'affaiblissement de l'état irakien[réf. nécessaire].

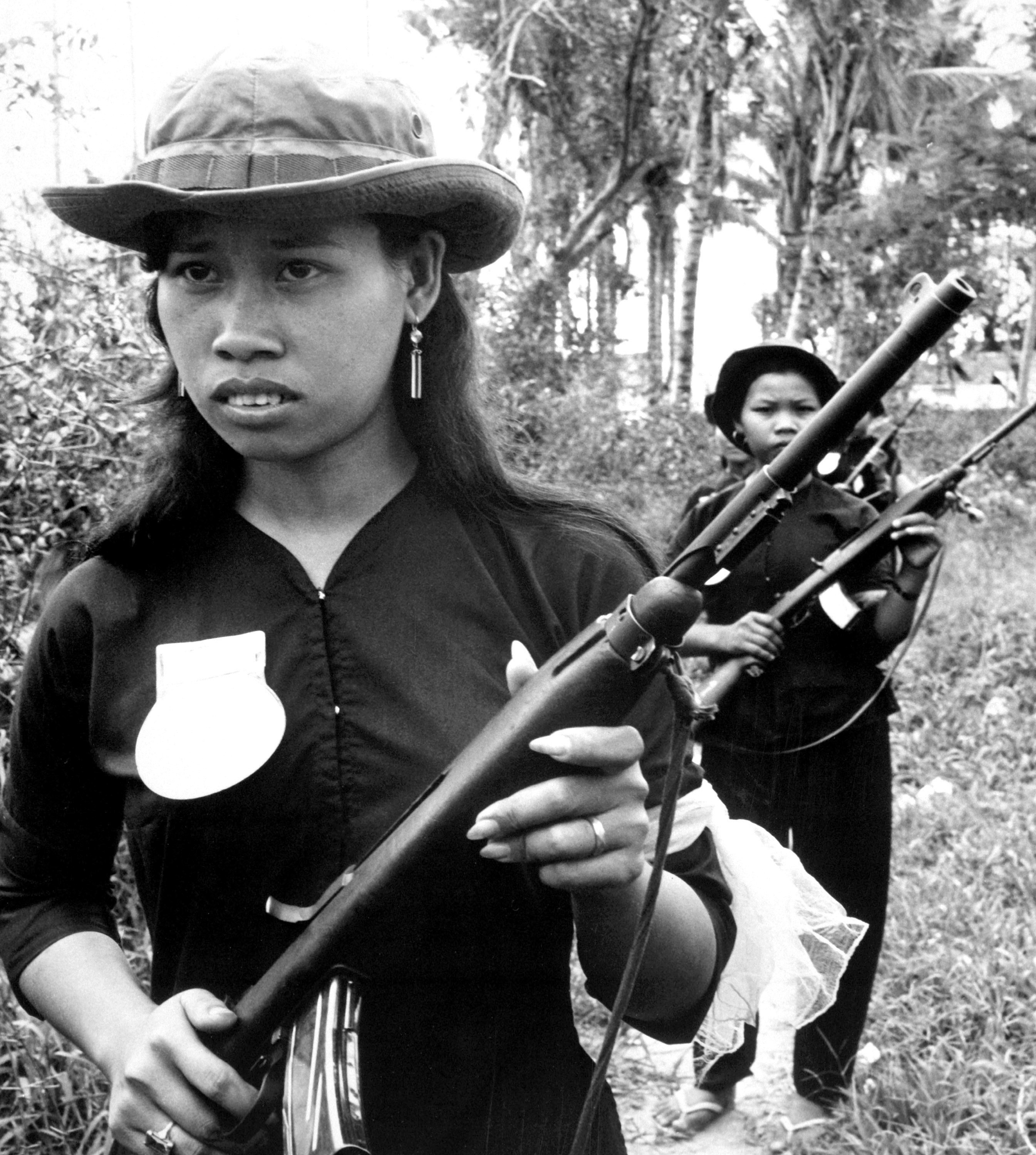
Militaires du Front national de libération du Sud Viêt Nam pendant la Guerre du Viêt Nam.
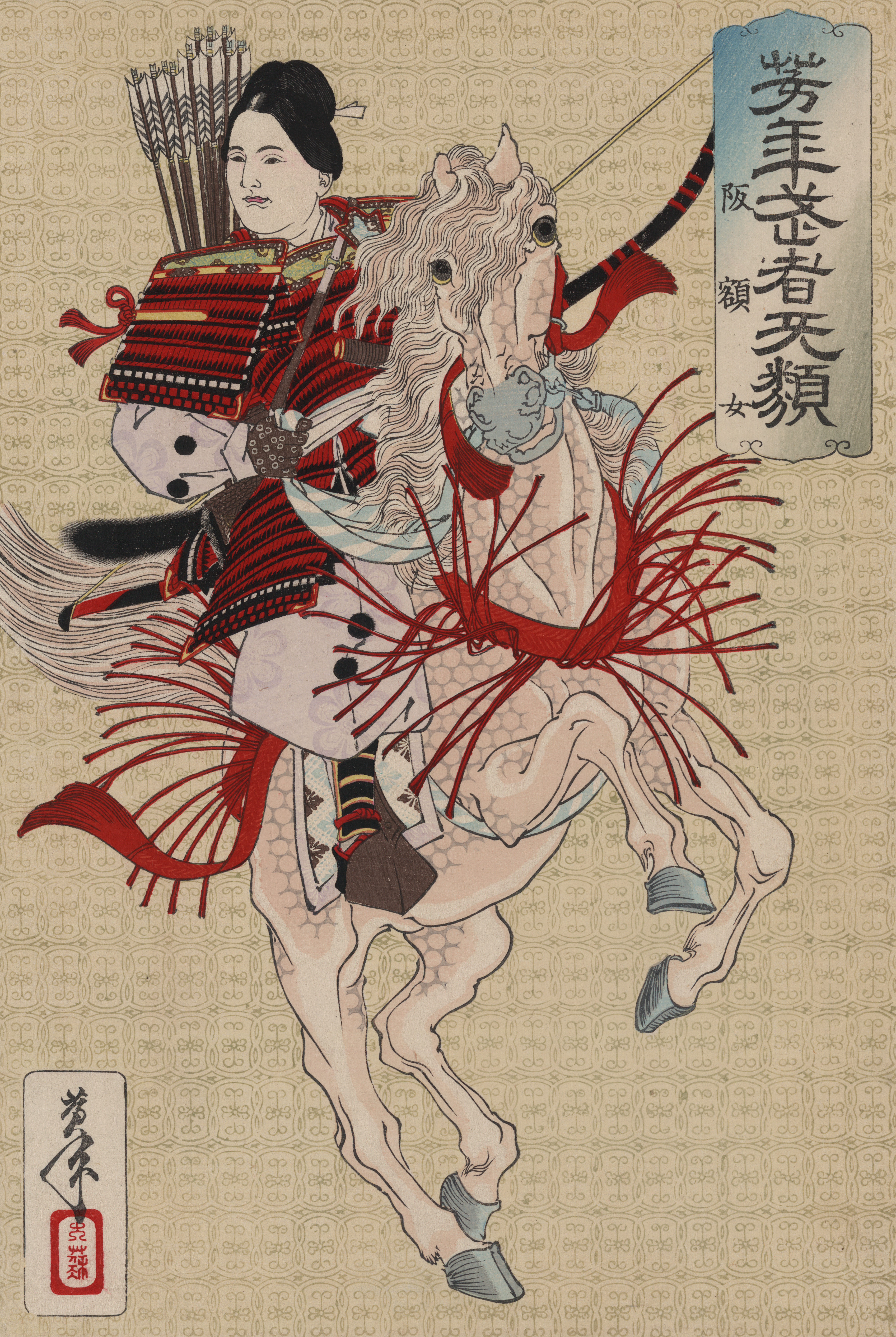
Hangaku Gozen, femme samouraï du XIIIe siècle.
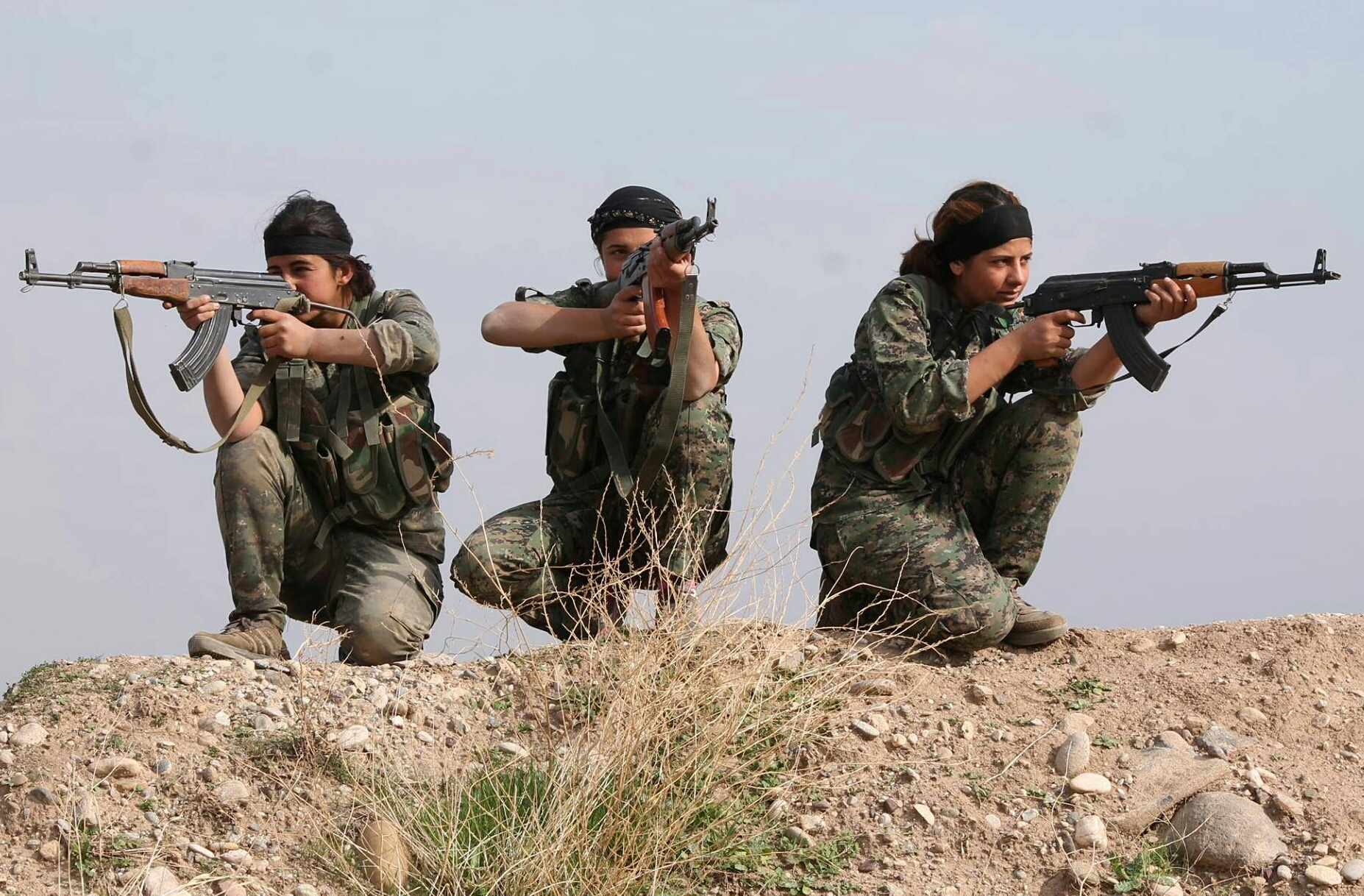
Combattants des Unités de protection de la femme en Syrie.
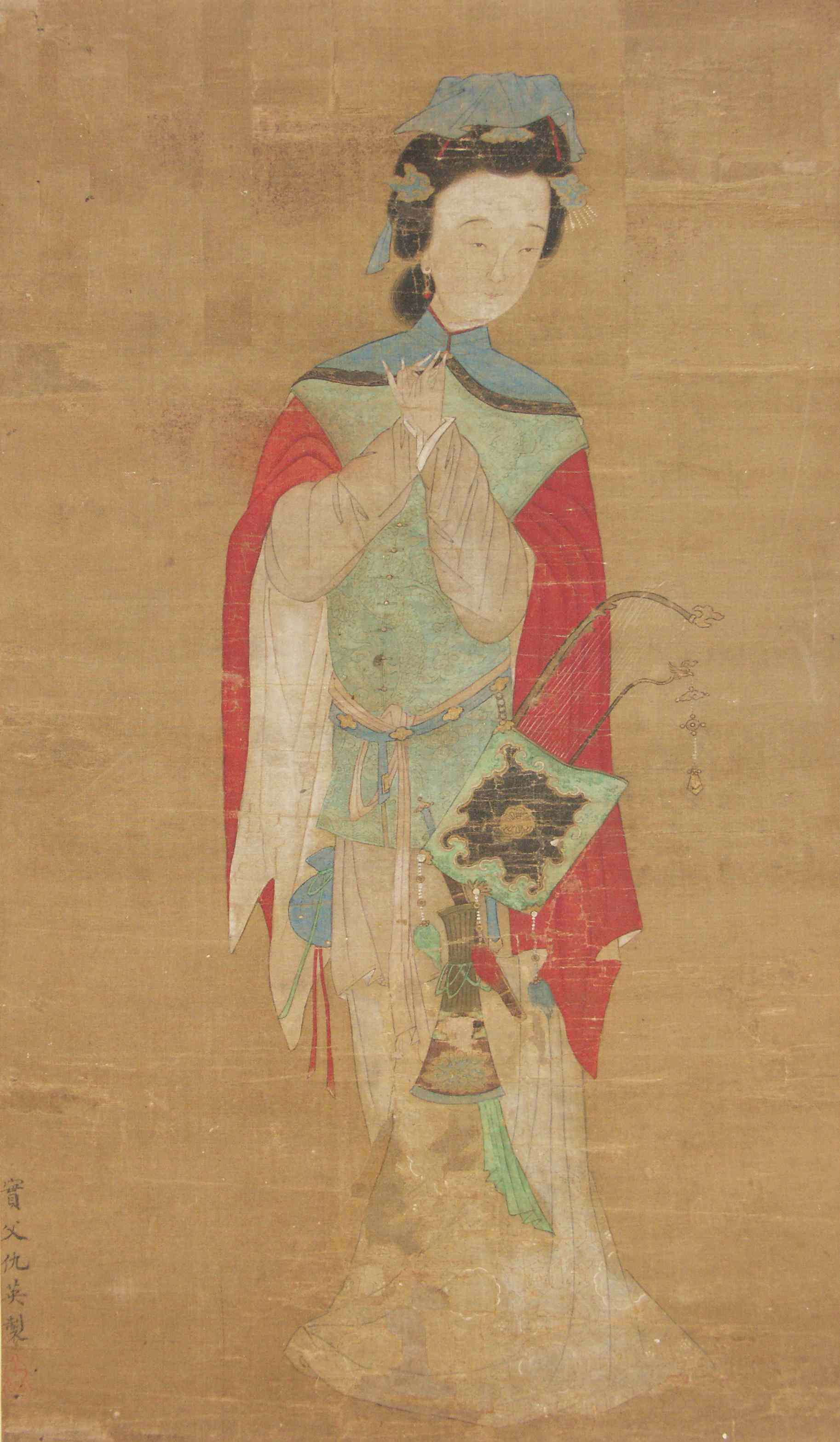
Hua Mulan, héroïne d'une légende chinoise.

## Déesses de la guerre et guerrières mythiques

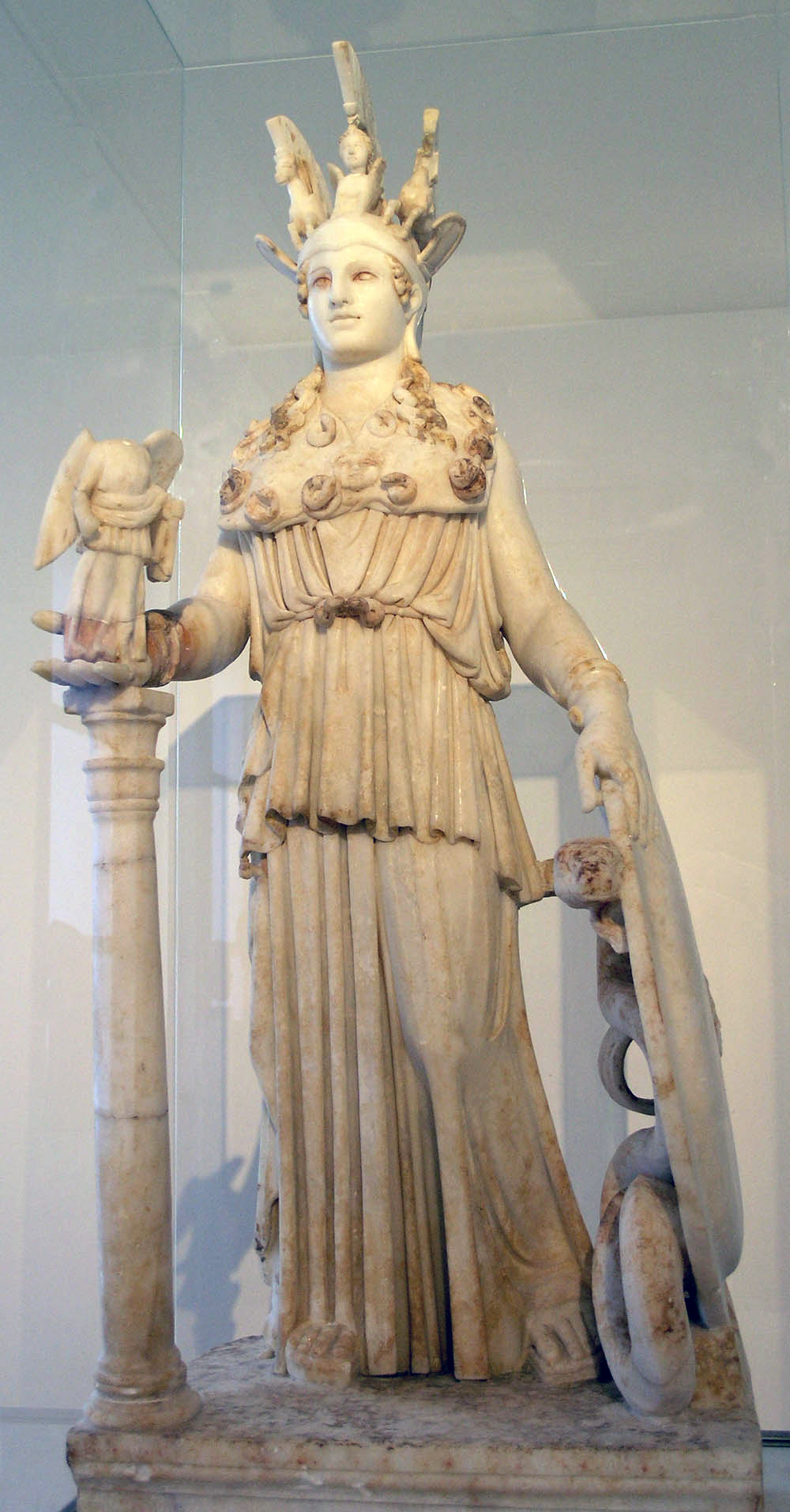
Athéna de Varvakeion, statuette de marbre pentélique trouvée à Athènes près de l'école Varvakeion. Copie de la statue chryséléphantine d'Athéna Parthénos par Phidias, érigée dans le Parthénon en 447 a. C. L'original avait environ 12 fois la taille de cette copie de Varvakeion. Première moitié du IIIe s. ap. J.-C.

De nombreux peuples de l'Antiquité comptèrent des déesses de la guerre ou des figures mythiques de guerrières tel Sémiramis ou Hua Mulan dans leur panthéon mythologique.

## Documentaire
- 2020 : Le guerrier était une femme, réalisé par de Birgit Tanner et Carsten Gutschmidt[13],[14].